# リロイ・ポウプ・ウォーカー

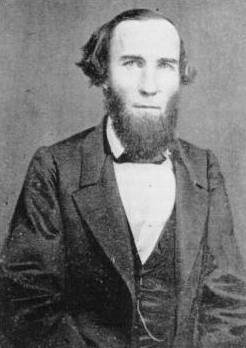
リロイ・ポウプ・ウォーカー

リロイ・ポウプ・ウォーカー（LeRoy Pope Walker, 1817年2月7日 - 1884年8月23日）は、アメリカ合衆国の弁護士、政治家。アメリカ連合国建国初期に初代アメリカ連合国陸軍長官を務めた。

## 生い立ちと家族
1817年2月7日、ウォーカーはアラバマ州ハンツヴィルにおいて、連邦上院議員ジョン・ウィリアムズ・ウォーカーとマチルダ・ポウプ (Matilda Pope, 1791-1835) の息子として誕生した。ウォーカーはタスカルーサのアラバマ大学で学び、シャーロッツビルのバージニア大学で法学を学んだ。ウォーカーは1837年に弁護士として認可を受けた。ウォーカーは弁護士業を数年間営んだ後、政治の世界に積極的に関与するようになった。
1850年7月29日、ウォーカーはアラバマ州アウタウガ郡において、裁判官ウィリアム・ディクソン・ピケットの娘エリザベス・ディクソン・ピケット (Elizabeth Dickson Pickett) と結婚した。

## アラバマ州での政治
ウォーカーは1843年から1844年まで、および1847年から1851年までアラバマ州下院議員を務めた。1847年から1850年までは下院議長も務めた。1850年、ウォーカーはアラバマ州第4巡回区の判事に選出された。1853年、ウォーカーは裁判官を辞職し、1854年まで再び州下院議員を務めた。その後1855年、ウォーカーはアラバマ州ハンツヴィルに居住地を移し、弁護士業に専念した。
1860年、ウォーカーは民主党全国大会にアラバマ州代表として参加し、議長を務めた。党全国大会では奴隷制をめぐる南北間の対立が問題として取り上げられた。ウォーカーはアラバマ州における有力な連邦離脱論者の1人として、アラバマ州の連邦離脱を主導した。

## 南北戦争
1861年、南部諸州が連邦を離脱してアメリカ連合国を結成すると、ウォーカーは同年2月25日に初代連合国大統領ジェファーソン・デイヴィスから初代連合国陸軍長官として任命を受けた。
1861年4月11日、デイヴィス大統領は閣議を開催し、サムター要塞についての扱いについて議論した。翌4月12日、ウォーカーは陸軍長官としてサムター要塞への攻撃を認可した。そして同日午前4時30分、サムター要塞への砲撃が開始され、南北戦争が開戦した。ウォーカーは連合国陸軍の組織および動員を監督し、南北戦争初期の戦闘での連合国の勝利に貢献した。

## 再建時代
1861年9月16日、ウォーカーは連合国陸軍長官を辞任し、連合国陸軍で准将に任命された。ウォーカーはアラバマ州のモービルおよびモンゴメリーで守備隊を指揮し、北アラバマ地区での作戦にも関与した。ウォーカーは1862年3月31日に連合国陸軍を退いた。ウォーカー1864年4月から南北戦争終戦まで、大佐として軍事裁判所判事を務めた。
南北戦争終戦後、ウォーカーは弁護士業に復帰した。ウォーカーはいくつかの有名な事件を担当し、1883年には西部の無法者フランク・ジェイムズを弁護して無罪判決を勝ち取った。またウォーカーは政治への関与も継続し、1875年のアラバマ州憲法制定会議では議長を務めた。1876年には民主党全国大会にアラバマ州代表として参加した。

## 晩年
1884年8月23日、ウォーカーはアラバマ州ハンツヴィルで死去した。ウォーカーの遺体はハンツヴィル市内のメイプルヒル墓地に埋葬された。